# Angela Saini
Angela Saini (* 25. října 1980) je britská vědecká novinářka, reportérka a autorka dvou knih Národ podivínů a Od přírody podřadné: Jak se věda mýlila v ženách. Publikuje v časopisech New Scientist a Science, v denících The Guardian a The Times a dalších. Spolupracuje s veřejnoprávní stanicí BBC radio.

## Život
Saini se narodila v Londýně v roce 1980. Je držitelkou dvou magisterských titulů – vystudovala strojírenství na Oxfordské univerzitě a vědu a bezpečnost na King's College London.
V roce 2008 Saini opustila BBC a stala se novinářkou na volné noze.
Za svoji novinářskou práci získala četná ocenění.

## Knihy
Její první kniha Národ podivínů vyšla v roce 2011 a v anketě časopisu The Independent byla zvolena knihou roku. V Indii se stala nejprodávanější knihou.[zdroj⁠?!] Pojednává o tom, že navzdory svému duchovnímu založení jsou Indové národ vědeckých exotů, šprtů a podivínů. Saini se sama mezi ně také řadí.
Její druhá kniha, Od přírody podřadné: Jak se věda mýlila v ženách (Inferior: How Science Got Women Wrong and the New Research That’s Rewriting the Story), vyšla ve Velké Británii v roce 2017. Saini zde zkoumá fenomén výzkumů mezipohlavních rozdílů, který od dob Darwina patří mezi nejžhavější témata vědeckého zkoumání. Získala cenu Physics World Book of the Year 2017 a druhé místo v žebříčku Goodreads v kategorii věda a výzkum. Časopisy The Spectator, deník The Guardian a mnohé další ji zařadily mezi knihy roku. Český překlad vydalo v roce 2018 Nakladatelství Academia. 
Její třetí kniha What Are You? The Mad Science of Race – and Its Fatal Return o „šílené rasové vědě“ vyjde v roce 2019.